# Хозакаси
Хозака́си (рос. Хозакасы, чув. Хусакасси) — присілок у складі Красноармійського району Чувашії, Росія. Входить до складу Красноармійського сільського поселення.
Населення — 124 особи (2010; 171 у 2002).
Національний склад:
- чуваші — 98 %